# Emil von Wienskowski
Emil Karl August von Wienskowski (* 8. November 1826 in Torgau; † 9. Mai 1900 in Kassel) war ein preußischer Generalleutnant.

## Leben

### Herkunft
Emil war ein Sohn des preußischen Majors Anton von Wienskowski (1796–1855) und dessen Ehefrau Auguste, geborene Rost (1806–1857).

### Militärkarriere
Nach dem Besuch der Kadettenhäuser in Kulm und Berlin wurde Wienskowski am 10. August 1843 mit Patent vom 8. November 1843 als Sekondeleutnant dem 21. Infanterie-Regiment der Preußischen Armee überwiesen. 1848 wurde er mit seinem Regiment während der Niederschlagung des Polnischen Aufstandes in der Provinz Posen im Gefecht bei Wreschen eingesetzt. Ab Oktober 1848 war er für ein Jahr zum 2. kombinierten Reserve-Bataillon kommandiert und absolvierte von Oktober 1850 an zur weiteren Ausbildung für drei Jahre die Allgemeine Kriegsschule. Am 1. Februar 1854 folgte seine Ernennung zum Bataillonsadjutanten. Wienskowski avancierte Mitte Juli 1854 zum Premierleutnant und stieg Anfang Oktober 1854 zum Regimentsadjutanten auf. Daran schloss sich vom 1. Juni 1855 bis zum 1. März 1858 eine Kommandierung zur Topographischen Abteilung des Großen Generalstabs sowie vom 19. März bis zum 26. Juni als Kompanieführer beim I. Bataillon im 21. Landwehr-Regiment in Konitz an. Mitte Februar 1859 als Adjutant der 5. Infanterie-Brigade nach Stettin kommandiert, wurde Wienskowski Ende Mai 1859 Hauptmann und kehrte mit der Ernennung zum Kompaniechef am 17. Oktober 1860 in sein Stammregiment zurück.
Am 26. November 1864 wurde er als Adjutant beim Generalkommando des I. Armee-Korps in Königsberg kommandiert und nahm in dieser Eigenschaft während Krieges gegen Österreich 1866 an den Kämpfen bei Trautenau, Königgrätz und Tobitschau teil. Für sein Wirken mit dem Roten Adlerorden IV. Klasse mit Schwertern ausgezeichnet, wurde Wienskowski unter Entbindung von seinem Kommando am 20. September 1866 als Major dem 1. Ostpreußischen Grenadier-Regiment Nr. 1 „Kronprinz“ aggregiert. Nachdem man ihn Ende Oktober 1866 in das Regiment einrangiert hatte, erfolgte Mitte Mai 1867 seine Ernennung zum Kommandeur des I. Bataillons. Als Oberstleutnant führte er sein Bataillon während des Krieges gegen Frankreich bei Colombey, Noisseville, Servigny, Harcy, Charleville, Amiens, Orival und Moulineaux sowie vor Metz und Mézières.
Ausgezeichnet mit beiden Klassen des Eisernen Kreuzes wurde Wienskowski nach dem Friedensschluss Kommandeur des Füsilier-Bataillons und am 23. Mai 1872 als Kommandeur des 4. Thüringischen Infanterie-Regiment Nr. 72 in seinem Heimatstadt Torgau versetzt. Er stieg am 22. März 1873 zum Oberst auf. Unter Stellung à la suite seines Regiments beauftragte man Wienskowski am 12. März 1878 zunächst mit der Führung der 38. Infanterie-Brigade in Hannover, ernannt ihn am 13. April 1878 zum Kommandeur dieser Brigade und beförderte ihn am 18. April 1878 zum Generalmajor. Als solcher erhielt anlässlich des Ordensfestes im Januar 1881 den Roten Adlerorden II. Klasse mit Eichenlaub und Schwertern am Ringe. Aufgrund zunehmender Kurzsichtigkeit wurde er am 11. Februar 1882 unter Verleihung des Sterns zum Kronen-Ordens II. Klasse mit Pension zur Disposition gestellt.
Anlässlich des 25. Jahrestages des Gefechts bei Robert-le-Diable würdigte ihn Kaiser Wilhelm II. am 4. Januar 1896 durch die Verleihung des Charakters als Generalleutnant.
Der Kommandierende General des IV. Armee-Korps, General der Infanterie von Blumenthal schrieb am 1. Januar 1876 in seiner Beurteilung: „Ich halte den Oberst von Wienskowski für einen ausgezeichneten Regimentskommandeur, der es verstanden hat, sein Regiment mit jedem Jahr auf eine höhere Stufe des Ausbildung zu bringen.“

### Familie
Wienskowski heiratete am 20. September 1860 in Wrotzlawken Adele Petersen (1839–1865). Nach ihrem frühen Tod heiratete er am 19. November 1866 in Pötschendorf Agnes von Wienskowski genannt von Saltzwedel (1845–1884). Aus den Ehen gingen folgende Kinder hervor:
- Max (1861–1918), preußischer Generalleutnant und Kommandeur der 113. Infanterie-Division
- Elisabeth (* 1863)
- Wilhelm (1865–1883)
- Frieda (* 1867)
- Gustav (1872–1873)
- Erich (* 1873), preußischer Major
- Georg (* 1878), preußischer Leutnant
- Alfred (1881–1884)